# Miss Europa 2002
Miss Europa 2002 è la cinquantaseiesima edizione del concorso di bellezza Miss Europa, e si è svolto a Beirut, in Libano il 28 dicembre 2003. Vincitrice del concorso alla fine dell'evento è risultata la russa Svetlana Korolëva.

## Risultati

### Piazzamenti
| Risultato        | Concorrente |
| ---------------- | --- |
| Miss Europa 2002 | - Russia - Svetlana Korolëva |
| 2ª classificata  | - Germania - Natascha Vanessa Börger Sevilla |
| 3ª classificata  | - Turchia - Esra Eron |
| 4ª classificata  | - Paesi Bassi - Kim Kötter |
| 5ª classificata  | - Romania - Adina Dimitru |
| Top 10           | - Danimarca - Tina Christensen - Estonia - Svetlana Makaritseva - Francia - Louise Prieto - Polonia - Monika Angermann - Regno Unito - Yana Booth     |
| Top 15           | - Bielorussia - Ol'ga Nevdakh - Cipro - Valentina Christofourou - Grecia - Georgia Miha - Lituania - Raimonda Valinciute - Ucraina - Kataryna Kambova |

### Riconoscimenti speciali
| Riconoscimento   | Concorrente                  |
| ---------------- | ---------------------------- |
| Miss Personality | - Austria - Nicole Kern      |
| Miss Photogenic  | - Spagna - Gemma Ruiz García |
| Miss Elegance    | - Turchia - Esra Eron        |

## Concorrenti
- Albania - Anjeza Maja
- Armenia - Kiristina Babayan
- Austria - Nicole Kern
- Belgio - Sundus Madhloom
- Bielorussia - Ol'ga Nevdakh
- Bosnia ed Erzegovina - Branka Cvijanovic
- Bulgaria - Svelina Stoyanova
- Cipro - Valentina Christofourou
- Croazia - Ivana Cernok
- Danimarca - Tina Christensen
- Estonia - Svetlana Makaritseva
- Finlandia - Katariina Kulve
- Francia - Louise Prieto
- Georgia - Natalia Marikoda
- Germania - Natascha Vanessa Börger Sevilla
- Grecia - Georgia Miha
- Islanda - Berglind Óskarsdóttir
- Lettonia - Zanda Zarina
- Lituania - Raimonda Valinciute
- Malta - Tiziana Mifsud
- Moldavia - Elena Streapunina
- Norvegia - Fay Larsen
- Paesi Bassi - Kim Kötter
- Polonia - Monika Angermann
- Regno Unito - Yana Booth
- Rep. Ceca - Radka Kocurova
- Romania - Adina Dimitru
- Russia - Svetlana Korolëva
- San Marino - Melania Astolfi
- Serbia e Montenegro - Olga Bozovic
- Slovacchia - Hana Burianova
- Spagna - Gemma Ruiz García
- Turchia - Esra Eron
- Ucraina - Kataryna Kambova
- Ungheria - Edit Friedl

Ritirate
- Macedonia - Milena Prokojska